# Visselblåsarlagen
Visselblåsarlagen är en svensk lag (Lag (2016:749) som  trädde i kraft 1 januari 2017. 
Visselblåsarlagen har förstärkt repressalieskyddet för arbetstagare som larmar om allvarliga missförhållanden i arbetsgivarens verksamhet. Lagen, som egentligen heter Lag (2016:749) om särskilt skydd mot repressalier för arbetstagare som slår larm om allvarliga missförhållanden, omfattar både privat- och offentliganställda och inskränker inte det skydd som arbetstagare har på annan rättslig grund. Begreppet arbetstagare omfattar enligt denna lag även inhyrd personal och i sådana fall räknas inhyraren som arbetsgivare. 
Lagen skyddar inte den som genom att slå larm gör sig skyldig till brott.
För att vara skyddad från åtgärd från arbetsgivaren eller motsvarighet till arbetsgivare måste 
- Missförhållandet rör brott med fängelse på straffskalan eller jämförbar situation.
- Larm först gått till arbetsgivaren enligt interna rutiner och inget gjorts inom rimlig tid innan visselblåsaren gått ut antingen offentligt eller till myndighet alternativt
- slagit larm till fackorganisation motsv.
- visselblåsaren inte ha begått brott genom att slå larm. Att bryta mot ingångna avtal är i sig inget brott.
- larmet var befogat.

För den som fått skydd gäller omvänd bevisbörda, d.v.s. om denne anser sig utsatt för repressalier är det arbetsgivarens sak att visa sig oskyldig.
Arbetstagare som utsatts för repressalier i strid med lagen kan ha rätt till både skadestånd för ekonomisk förlust som uppkommit till följd av repressalien (ekonomiskt skadestånd) och ersättning för den kränkning som den innebär (allmänt skadestånd)..
I tillägg tillkommer ersättning enl. LAS (1982:80) med högsta belopp enl §39.

## Källa
SFS 2016:749 (lagen.nu)
https://rive.se/kb-artikel/skydd-for-visselblasare/